# Forte de Santo Ângelo

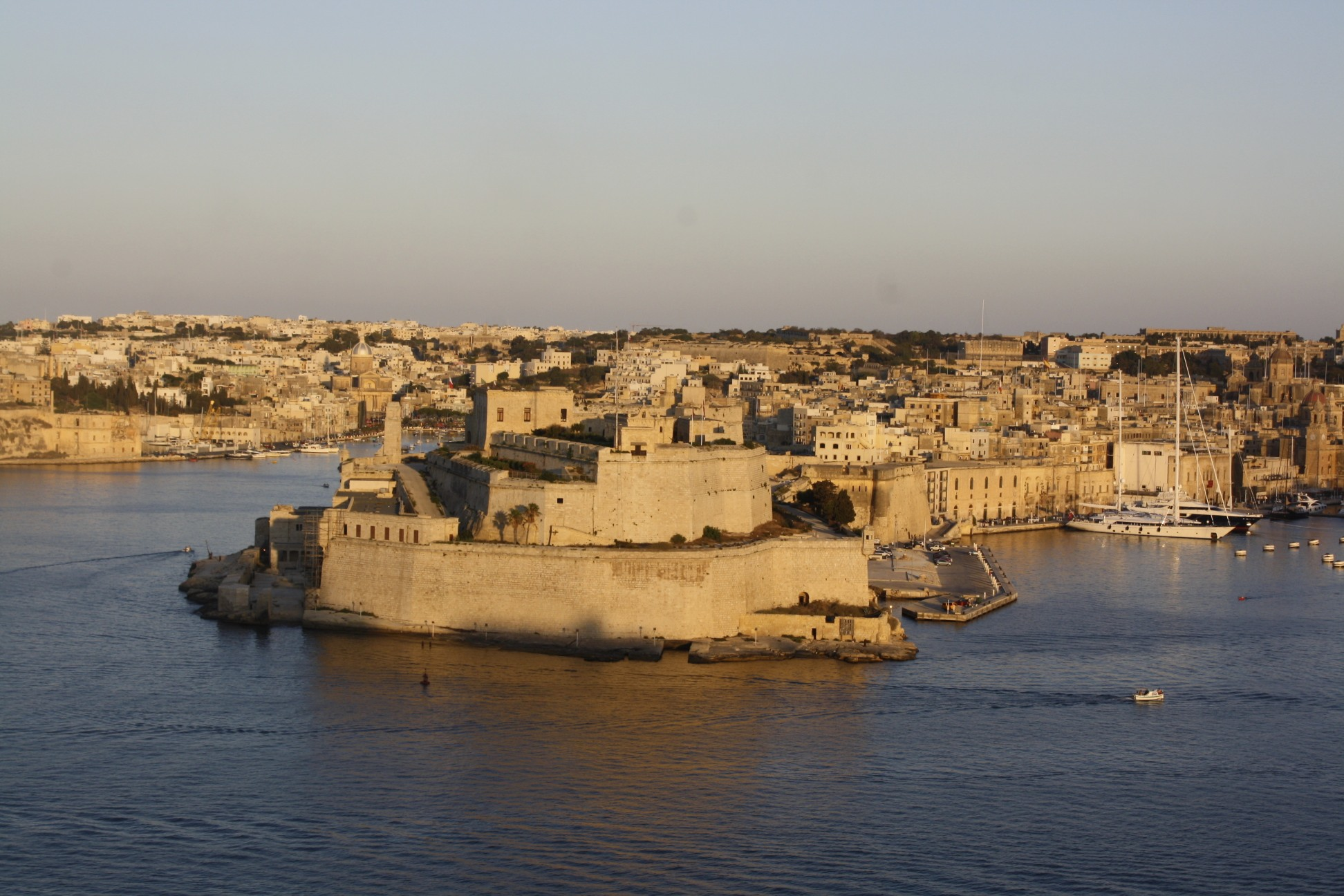
Forte de Santo Ângelo

Forte de Santo Ângelo é um grande fortificação, bem no centro do Grão-Porto, em  Birgu, Malta.

## História

### Medieval
A data de sua construção original é desconhecida. No entanto, há alegações de edifícios clássicos perto do local. Há também a menção em textos romanas de um templo dedicado a Juno / Astarte, provavelmente nas proximidades do forte.

### Período dos Cavaleiros de Malta
A ilha de Malta foi doada pelo Imperador Carlos V à Ordem dos Hospitalários em 1530, após a expulsão destes de Rodes pelos Turcos Otomanos.
Quando os Cavaleiros de Malta chegaram a ilha, eles escolheram para se instalarem em Birgu e o Forte Santo Angelo tornou-se a sede do Grão-mestre.
Os cavaleiros fizeram essa sua fortificação principal e a reforçaram e remodelaram substancialmente, que incluiu a reforma do Palacio Magistral e a Capela de St. Anne.
Em 1565 o sultão Solimão, o Magnífico ordenou um grande ataque a Malta numa tentativa de exterminar a Ordem,  Naquele mesmo ano, uma poderosa armada Turca, com um efetivo estimado em quatro vezes o número de defensores da Ordem, impôs um pesado assédio à ilha, no que é conhecido como o Grande Cerco de Malta, que se prolongou de Maio a Setembro quando finalmente os atacantes foram batidos por um considerável reforço cristão vindo da Sicília.

## Presente e futuro
Parte do forte foi concedido à Ordem de Malta.  Outras partes são arrendadas ao Grupo Waterfront Cottonera, um consórcio privado.
No dia 5 de março de 2012, o governo de Malta anunciou que o Fundo Europeu de Desenvolvimento Regional ia alocar  € 13.400.000 euros para a restauração do forte. A restauração está sendo gerenciada pela  Heritage Malta.